# Incorruptibles
Pour les articles homonymes, voir Les Incorruptibles.

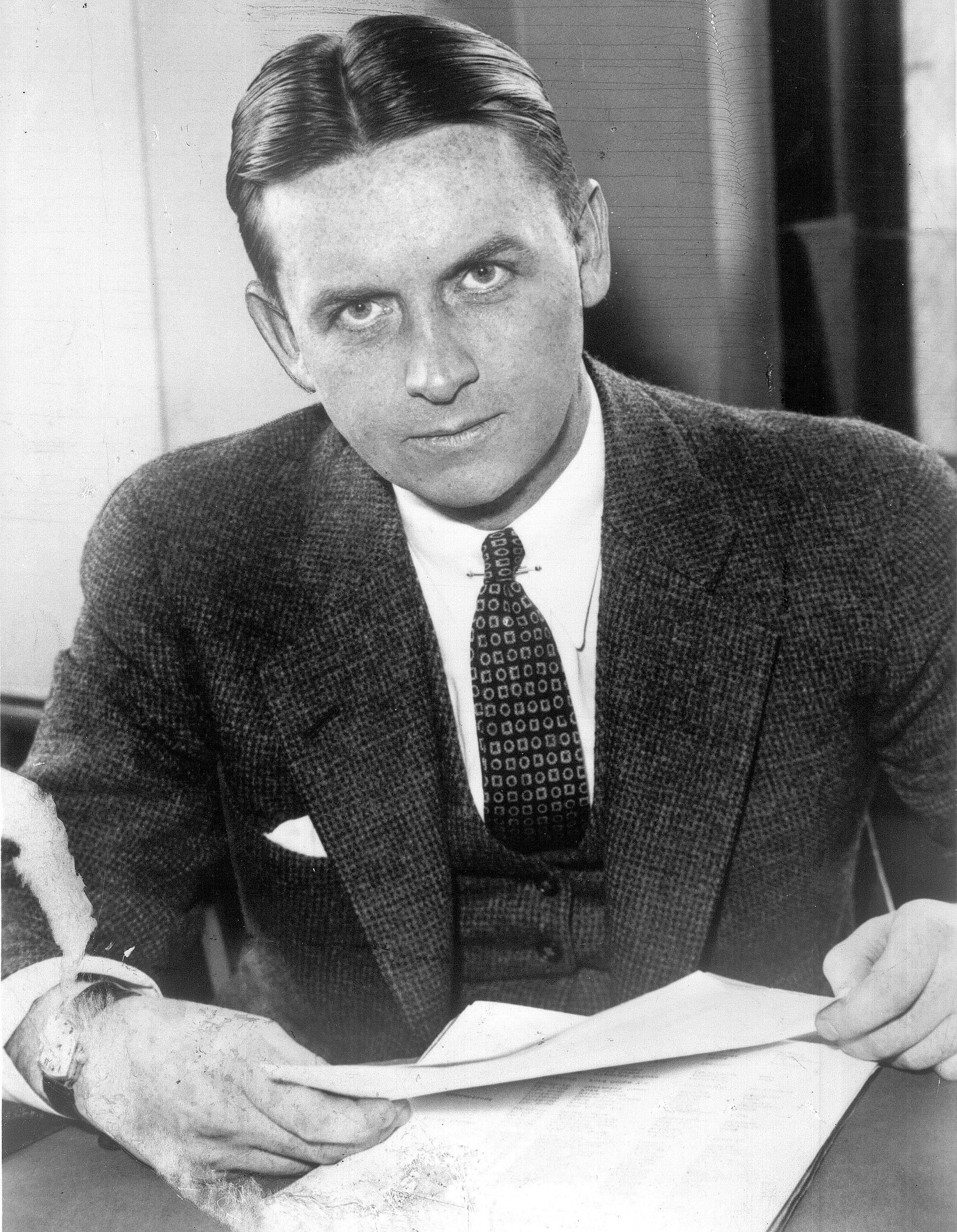
Eliot Ness, chef des Incorruptibles.

Les Incorruptibles (en anglais, The Untouchables) est le surnom qui fut donné par la presse américaine à un groupe d'agents du trésor américain qui lutta pour faire respecter la Prohibition aux États-Unis et plus particulièrement dans la ville de Chicago, au cours des années 1920 et dans la première moitié des années 1930. Ce groupe était sous la direction d'Eliot Ness.

## Historique
Le XVIIIe amendement à la constitution (16 janvier 1919) et le Volstead Act du 16 janvier 1920, créèrent une situation inédite aux États-Unis d'Amérique, où un produit de consommation courante, l'alcool, ne fut plus disponible que par le biais de la contrebande. De puissants réseaux mafieux virent alors le jour, marqués en particulier du sceau du célèbre Al Capone à Chicago.
Face à la corruption endémique des forces de l'ordre, et à l'inaction coupable du directeur du Bureau of Investigation (futur FBI), John Edgar Hoover, le patron de la chambre de commerce de Chicago Robert Randolph Thompson réussit à convaincre le président des États-Unis Herbert Hoover de recruter un membre du trésor américain travaillant pour le bureau de la prohibition, Eliot Ness, qui regroupa alors des hommes sûrs autour de lui.
Cinquante hommes formèrent une équipe de choc, qui fut réduite à quinze, puis enfin neuf. Ils menaient des raids contre les distilleries clandestines et les entrepôts de Capone dans la banlieue de Chicago. Le succès fut rapide (en six mois, Ness déclare avoir détruit pour 1 million de dollars de produits illégaux), et Capone tenta rapidement de corrompre ces hommes. Sa tentative n’ayant pas eu le succès escompté (lors d'écoutes téléphoniques des lieutenants de Capone, Eliot Ness découvrit que deux de ses agents touchaient de l'argent du mafieux ; ces agents démissionneront discrètement), chose rare voire unique, la presse se saisit de l'affaire. Très vite, Ness et ses hommes furent appelés The Untouchables, les Incorruptibles.
Plusieurs tentatives d'assassinat visèrent ces agents, notamment leur chef.
La fin de la prohibition, peu après l'arrestation de Capone, mit fin à l'existence de la cellule, dont Eliot Ness lui-même relata les aventures dans son ouvrage The Untouchables, publié en 1957 quelques mois avant sa mort.
Les Incorruptibles ont fait l'objet d'une attention soutenue des studios de télévision et de cinéma américains. Le film de Brian De Palma, avec Kevin Costner dans le rôle de Ness, fut même oscarisé.
Les onze membres de cette équipe furent :
- Martin J. Lahart : Irlandais, fervent de sport.
- Samuel M. Seager : le dur-à-cuire, ancien gardien au couloir de la mort à la prison de Sing Sing.
- Bernard V. Cloonan : un Irlandais aux cheveux noirs, « géant » et musclé.
- Thomas Friel : ancien membre de la police d'État de Pennsylvanie.
- Joseph Leeson : génie en filature.
- Paul W. Robsky : un homme petit, mettant un courage extraordinaire à son travail. Ses propres mémoires furent publiées sous le titre The Last of the Untouchables (en Français : Le Dernier des Incorruptibles)[3].
- Michael King : possède un talent particulier quand il s'agit d'analyser des faits.
- Bill Gardner : ancien footballeur professionnel Ojibwé. À quarante ans, il était le plus vieux de l'équipe.
- Jim Seeley : ancien détective privé.
- Albert H. Wolff : transféré à Chicago peu après le Massacre de la Saint-Valentin.

## Dans la culture populaire

### Littérature
- Chicago, le temps des Incorruptibles de Kenneth Allsop paru aux Éditions J'ai lu leur aventure, n°A50/51/52.

### Filmographie
- Les Incorruptibles, une série télévisée américaine en 1 pilote de 90 minutes et 118 épisodes de 50 minutes, créée par Quinn Martin et diffusée entre le 20 avril 1959 et le 21 mai 1963.
- Les Incorruptibles, film américain réalisé par Brian De Palma et sorti en 1987. Ness est interprété par Kevin Costner.
- Le Retour des Incorruptibles, série américaine diffusée en 1993 aux États-Unis avec Tom Amandes dans le rôle d'Eliot Ness

### Jeux vidéo
- Le jeu vidéo Blues and Bullets vous place dans la peau d'Eliot Ness qui y est doublé par l'acteur américain Doug Cockle.